# Vera Cruz, Bahia
Vera Cruz är en ort i Brasilien.   Den ligger i kommunen Andaraí och delstaten Bahia, i den östra delen av landet, 800 km öster om huvudstaden Brasília. Vera Cruz ligger 533 meter över havet och antalet invånare är 30 556.
Terrängen runt Vera Cruz är lite kuperad. Det finns inga andra samhällen i närheten.
Omgivningarna runt Vera Cruz är huvudsakligen savann. Runt Vera Cruz är det mycket glesbefolkat, med 3 invånare per kvadratkilometer.